# La rivolta di Haiti
La rivolta di Haiti (Lydia Bailey) è un film del 1952 diretto da Jean Negulesco.
È un film d'avventura a sfondo storico statunitense con Dale Robertson, Anne Francis, Charles Korvin e William Marshall. È basato sul romanzo del 1947  Lydia Bailey di Kenneth Roberts ed è ambientato ad Haiti nel 1802, durante rivoluzione haitiana innescata dallo schiavo nero Toussaint Louverture.

## Produzione
Il film, diretto da Jean Negulesco su una sceneggiatura di Michael Blankfort e Philip Dunne e un soggetto di Kenneth Roberts, fu prodotto da Jules Schermer per la Twentieth Century Fox e girato dall'11 luglio a fine luglio 1951 e nell'ottobre 1951. In alcuni titoli che appaiono nel film lo schiavo nero che innesca la rivolta è denominato con la grafia "Toussaint L'Ouverture". Sebbene il film si innesti in una precisa ambientazione reale, la maggior parte dei fatti e dei personaggi sono immaginari.

## Distribuzione
Il film fu distribuito con il titolo Lydia Bailey negli Stati Uniti nel giugno del 1952 (première a Port au Prince il 4 maggio 1952) al cinema dalla Twentieth Century Fox.
Altre distribuzioni:
- in Germania Ovest il 15 agosto 1952 (Schwarze Trommeln)
- in Portogallo il 9 ottobre 1952 (Tambores da Selva)
- in Francia il 10 ottobre 1952
- in Svezia il 24 novembre 1952 (Trummor över Haiti)
- in Giappone il 27 novembre 1952
- in Austria nel dicembre del 1952 (Aufstand auf Haiti)
- in Danimarca l'8 dicembre 1952 (Storm over Haiti)
- in Finlandia il 26 dicembre 1952 (Kuumat tuulet)
- in Spagna il 12 gennaio 1953 (Revuelta en Haití)
- nei Paesi Bassi il 13 marzo 1953 (Storm over Haiti)
- in Turchia il 27 dicembre 1953 (Intikam Tuzagi)
- in Belgio (De opstandeligen van Haiti)
- in Belgio (Les révoltés d'Haïti)
- in Brasile (A Feiticeira do Haiti)
- in Brasile (Lydia Bailey, A Feiticeira do Haiti)
- in Grecia (Mavra tympana)
- in Italia (La rivolta di Haiti)

## Critica
Secondo il Morandini il film è affetto da un "convenzionale sentimentalismo" che la casa di produzione avrebbe imposto al regista Negulesco.